# Grethe & Jørgen Ingmann

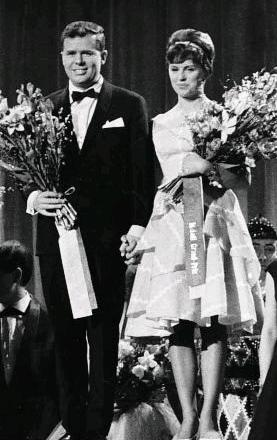
Grethe & Jørgen Ingmann (1963)

Grethe Ingmann e Jørgen Ingmann são dois músicos e cantores dinamarqueses. Em  conjunto, venceram o Grande Prémio da Melodia Dinamarquesa, em 1963 e desta forma representaram a Dinamarca no Festival eurovisão da canção com o título Dansevise (Música para dançar) com música de Otto Francker e letra de Sejr Wolmer-Sørensen.
Com esta canção, venceram o Festival Eurovisão da Canção (1963)
O casal conheceu-se em 1955, casou em 1956 e divorciaram-se em 1975. Grethe faleceu em 18 de agosto de 1990 e Jørgen faleceu em 21 de março de 2015.